# Eleccions generals de Guinea Equatorial de 2008
Les eleccions generals de Guinea Equatorial de 2008 van tenir lloc el 4 de maig de 2008, al mateix temps que les eleccions locals. S'havien d'elegir els 100 escons del Parlament, juntament amb 230 càrrecs de regidors locals.

## Desenvolupament
El president Teodoro Obiang Nguema va dissoldre la Cambra dels Representants del Poble el 29 de febrer de 2008 i va anunciar que les eleccions legislatives, previstes inicialment per a l'any 2009, serien avançades un any i que es convocarien juntament amb les eleccions locals el 4 de maig. Això s'explicà com una manera d'estalviar diners. Abans de les eleccions el Partit Democràtic de Guinea Equatorial d'Obiang (PDGE) i els seus aliats tenien 98 dels 100 escons a la Cambra dels Representants del Poble i més de 200 dels 230 escons dels consell municipal. Hom esperava que el PDGE tornaria a guanyar aclaparadorament en 2008.
Es va dir que la campanya es va fer sense entusiasme popular; prop de 1.000 persones van estar presents en el llançament de la campanya del PDGE en un estadi de Malabo, encara que hi havia 15.000 seients disponibles. Durant la campanya, un avió de l'exèrcit Antonov An-32 es va estavellar a Annobón, i hi moriren 13 militants del PDGE. Hi havia 278.000 votants registrats en el moment de les eleccions.
Per tal de "garantir un funcionament normal de les facultats mentals" entre els votants, es va prohibir la venda i el consum d'alcohol la nit abans del dia de les eleccions.
El 4 de maig, el secretari general del partit opositor Convergència per a la Democràcia Social (CPDS), Plácido Micó Abogo, va condemnar les eleccions com "una repetició del que el govern ha fet sempre". Va dir que les eleccions eren marcadaes per "procediments arbitraris en molts centres de votació", incloent desaparició de les paperetes i manca de substitució de paperetes que s'havien esgotat. També va afirmar que els interventors del CPDS en els centres de votació van ser assetjats.
Els resultats oficials parcials van ser publicats per primera vegada el 5 de maig, mostrant la victòria aclaparadora del PDGE. En algunes circumscripcions, com per exemple Moka al sud de Bioko, el partit havia obtingut el 100% dels vots. Els resultats de la majoria dels centres de votació a Mongomo, terra originària d'Obiang, mostraven que el PDGE va rebre tots els vots. El millor resultat per al CPDS en aquests resultats parcials es trobava a Luba, districte al sud de Bioko, on el CPDS havia obtingut un 0,7%. Es va anunciar que els resultats complets es publicarien el 20 de maig de 2008.
El 9 de maig Clemente Engonga Nguema Onguenes, president de la Comissió Nacional Electoral i ministre de l'Interior, va anunciar per la ràdio que el PDGE i els nou petits partits aliats, que es coneixen plegats com a Oposició Democràtica, havien obtingut un total de 99 dels 100 escons; El secretari general del CPDS Plácido Micó Abogo va obtenir l'escó que quedava. El PDGE i l'Oposició Democràtica també van obtenir 213 dels 230 regidors locals; el CPDS va obtenir 17 regidors a Bioko i a la Província Litoral.

## Resultats
| Partit Democràtic de Guinea Equatorial  | 99  |
| Oposició democràtica aliada al PDGE     | 99  |
| Convergència per a la Democràcia Social | 1   |
| Total (participació %)                  | 100 |
| Font: jeuneafrique.com                  |     |